# Življenje na Marsu
Znanstevniki so dolgo časa predvidevali o možnosti življenja na Marsu zaradi podobnosti z Zemljo. Vprašanje obstoja življenja na Marsu še vedno ostaja neodgovorjeno, navkljub mnogim opravljenim eksperimentom.

## Zgodnja predvidevanja
V sredini 19. stoletja so astronomi že poznali podobnosti Marsa in Zemlje. To sta podobna dolžina dneva in osni nagib, kar je pomenilo možnost obstoja letnih časov. Ta opazovanja so privedla do zmotnega mišljenja, da so temnejši odtenki na površini Marsa območja vode, svetlejša pa kopno. V duhu takratnega mišljenja so zaradi prepričanja, da je obstoj vode v korelaciji z obstojem življenja, potegnili zaključek, da obstaja življenje na Marsu. S spektroskopsko analizo pa so že leta 1894 dokazali neobstoj kisika in vode v Marsovi atmosferi.

## Odprave na Mars

### Mariner 4
Fotografije, ki jih je posnela sonda Mariner 4 leta 1965, so pokazale površino Marsa brez rek, oceanov in kakršnihkoli dokazov življenja. Nadalje je bilo dokazano, da je površina (oz. vsaj del nje) prekrita s kraterji. Sonda je odkrila tudi odsotnost magnetnega polja, ki bi obvarovalo planet pred smrtonosnimi kozmičnimi žarki. Izmerila je tudi atmosferski tlak na planetu, ki je znašal med 4 in 7 milibari, kar ne zadostuje za obstoj tekoče vode. Po koncu odprave Mariner 4 se je iskanje življenja na Marsu prevesilo v iskanje bakterijskih organizmov.

### Viking 1 in 2
Osnovni namen Viking sond je bil izvedba eksperimentov, s katerimi bi odkrili prisotnost mikroorganizmov na Marsu. Velik problem izvedbe eksperimenta je predstavljalo omejeno znanje NASE o površju Marsu. Edine informacije, ki so bile takrat na razpolago, so bile pridobljene z Mariner 4 sondo. Posledično je bilo iskanje življenja omejeno na iskanje življenja podobnega tistemu na Zemlji. Od vseh štirih izpeljanih eksperimentov, je označeni izpust prikazal enigmatično povečano vrednost proizvodnje CO2 ob dodatku vode in nutrientov. Znanstevniki so dokaz ovrgli z argumentom, da je za to kriv superoksidant.

### Phoenix
Plovilo Phoenix je pristalo na severni polarni regiji Marsa 26. maja 2008. Eden izmed glavnih namenov misije je iskanje področja, kjer bi mikrobno življenje lahko obstajalo, zato je v skladu s strategijo »Sledi vodi« sonda pristala v polarni regiji, kjer so opazovanja pokazala možnost obstoja ledu. Drugi namen je študija geografske zgodovine vode na Marsu. Opremljeno je z 2,5 m dolgo kopalno roko, s katero koplje 0,5 m v globino in tudi opremljena z video kamero. Opremljena je tudi z masnim spektrometrom, ki lahko odkrije organske snovi vse do 10 ppb in optični mikroskop. Kmalu po pristanku so izkopavanja potrdila, da je tik pod površjem plast ledu.

## Sodobna odkritja
Opazovanja, ki jih je v poznih 90. letih opravila sonda Mars Global Surveyor, so potrdila predvidevanja, da na Marsu ne obstaja več globalno magnetno polje, zaradi česar je površje Marsa dovzetno na posledice kozmičnih žarkov.

### Meteoriti
Predvidevanja o obstoju Marsa so se v preteklih letih povečala na račun meteorita ALH84001, na površju katerega so bile sledi fosiliziranih verižnih struktur, ki so bile podobne bakterijam. Dodatni opravljeni testi na kamnu so dokazali obstoj aminokislin in policikličnih aromatskih ogljikovodikov.

### Ekstremofili
Zaradi trditev zagovornikov eksperimenta označeni izpust, se je leta 2006 izvedla reevalvacija dokazov pridobljenih s pomočjo sond Viking 1 in 2. Izsledek je bil, da obstaja mikroskopsko življenje, ekstremofil, kateremu je bilo tudi predlagano ime Gillevinia straata, ki bi za življenje dejansko rabil vodikov peroksid in ostale oksidante najdene na površju Marsa.

### Metan na Marsu
Ker metan ni zmožen obstoja v marsovski atmosferi dlje od nekaj stoletij, je njegova prisonost nakazovala na obstoj vulkanov oz. geoloških procesov ali pa na obstoj ekstremofilov, ki presnavljajo ogljikov dioksid in vodik ter s tem ustvarjajo metan.
V marcu 2004 je sonda Mars Express v lasti ESE poročala o odkritju metana v marsovski atmosferi.

### Formaldehid na Marsu
V februarju 2005 je bilo naznanjeno, da je Planetarni Fourierski spektrometer (PFS) na Mars Express Orbiterju zaznal veliko več formaldehida kot je bilo pričakovano, kar je nakazovalo obstoj mikroorganizmov, a slednje je še vedno stvar debate v znanstvenih krogih Veliko znanstvenikov je izrazilo skepso glede dokazov in obtožilo zagovornike napačne interpretacije podatkov.

### Amonijak na Marsu
Amonijak v marsovski atmosferi ne bi bil stabilen več kot nekaj ur, zaradi česar bi bilo odkritje amonijaka na Marsu zelo pomembno v smislu dokaza življenja na Marsu.
V juliju 2004 so se začele pojavljati govorice da bo Vittorio Formisano, znanstvenik odgovoren za Planetarni Fourierni Spektrometer (PFS), naznanil odkritje amonijaka, kar se je izkazalo za neresnično; dejansko se je izkazalo celo, da PFS ni dovolj natančen, da bi bil sposoben razlikovati med amonijakom in ogljikovim dioksidom.